# Verdiska dragonregementet
Verdiska dragonregementet var ett dragonregemente inom svenska armén som verkade åren 1702–1715. Regementet blev uppsatt med värvat manskap i svenska Bremen-Verden.

## Historia
Regementet blev uppsatt 1702 med 1 000 man. Huvuddelen av regementet blev tillfångatagna av danskarna år 1713 vid Tönningen. År 1715 föll en del av regementet i fångenskap vid Stralsunds fall. Regementet var förlagt i Bremen-Verden, Pommern och Rügen.

## Förbandschefer
- 1702–1711: Carl Gustaf Marschalck
- 1711–1713: Franz Christian Marschalck
- 1715–1715: Adolf Friedrich von Bassewitz